# Fernando Henrique Cardoso
Fernando Henrique Cardoso (18. juni 1931 i Rio de Janeiro) var Brasiliens præsident fra 1995 til 2003. Han grundlagde og ledede det brasilianske socialdemokratiske parti Partido da Social Democracia Brasileira i 1988. Han var tidligere finansminister og lancerede da Plano Real, som gjorde slut på hyperinflationen i Brasilien.

## Dekorationer
- Danmark: Ridder af Elefantordenen (R.E.)  (1999)[1]
- Polen: Cardoso modtog i 2002 Den Hvide Ørns Orden fra Polens præsident.[2]